# Kazernevest

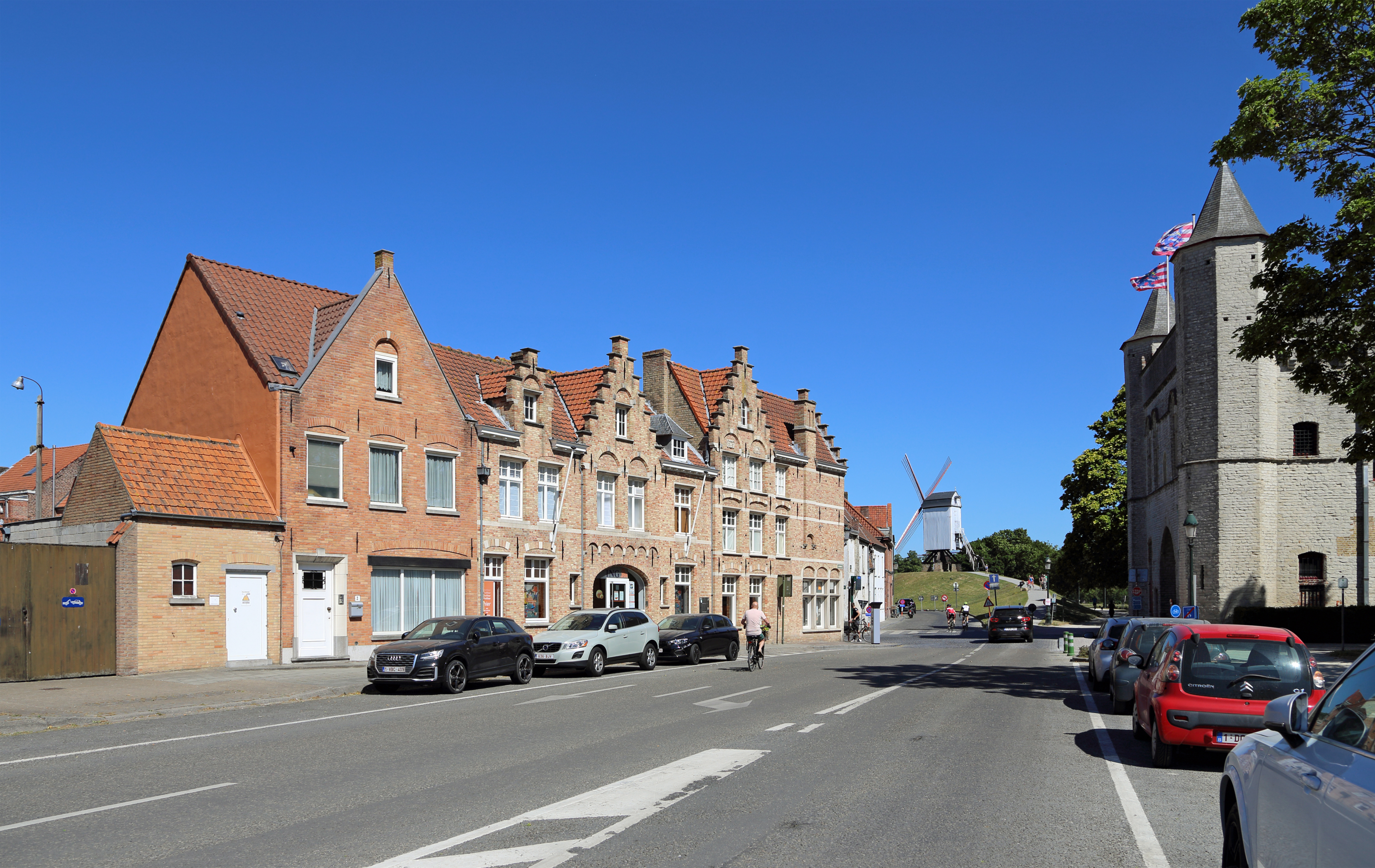
De Kazernevest nabij de Kruispoort

De Kazernevest is een promenade en een straat in Brugge.

## Beschrijving
Oorspronkelijk had men het gewoon over de veste tussen Kruispoort en Gentpoort (de Coupure onderbrak de weg pas in 1751). Het ging om een gedeelte van de gracht en vesting die op het einde van de 13de eeuw de grote, tweede omwalling rond Brugge vormde.
Het eerste deel van de vesting paalde aan het Kartuizerklooster, dat zijn hoofdingang in de Langestraat had. Vanaf 1785 werd een kazerne gebouwd ongeveer ter hoogte van de Vuldersstraat. Na de afschaffing van het kartuizerklooster werd het eveneens als kazerne ingepalmd.
In 1840 was het kazernegebeuren zo dominant geworden dat men de naam Kazernevest aan de straat gaf. Naast de vesting werd de weg verbreed en rechtgetrokken. De molens op de vestingen verdwenen en die vestingen werden als oefenterrein door de militairen gebruikt.
In 1878 werden de bestaande kazernes gesloopt (alleen delen van het kartuizerklooster bleven overeind) en volledig nieuwe kazernegebouwen werden gebouwd. Ze verleenden onderdak aan opeenvolgende regimenten. Het langst bleef er het Vierde Linieregiment gekazerneerd dat, tot aan de Tweede Wereldoorlog, het garnizoen van Brugge was.
Tijdens de Eerste en de Tweede Wereldoorlog werden de kazernes ingenomen door Duitse troepen. Na de Bevrijding in 1944 verbleven er Britse troepen, tot het Belgisch leger opnieuw de gebouwen in gebruik nam.
Na 1970 werden de kazernes volledig door het leger ontruimd en kreeg de plek een nieuwe bestemming, als gerechtshof. De eigenlijke kazernegebouwen werden gesloopt. Een gedeelte van de grond werd aan de gerechtsbestemming onttrokken en diende voor de bouw van een sociale woonwijk. In het nieuwe gerechtsgebouw werd wat overbleef van het originele kartuizerklooster, gered van sloping, gerestaureerd en geïntegreerd in het nieuwe geheel.
De Kazernevest loopt van de Langestraat en de Kruispoort tot aan de Predikherenrei.

## Buiten Kazernevest
De weg die aan de buitenzijde van de gracht of het kanaal liep, heet de Buiten Kazernevest. Die weg liep van de Kruispoort tot aan het zogenaamde IJzeren Hek, waar de naam Buiten Boninvest werd. Beide wegen werden verbreed, de huizen die er langs stonden werden afgebroken en de wegen werden opgenomen in de ring R30 rondom de binnenstad.